# Дымовая коробка

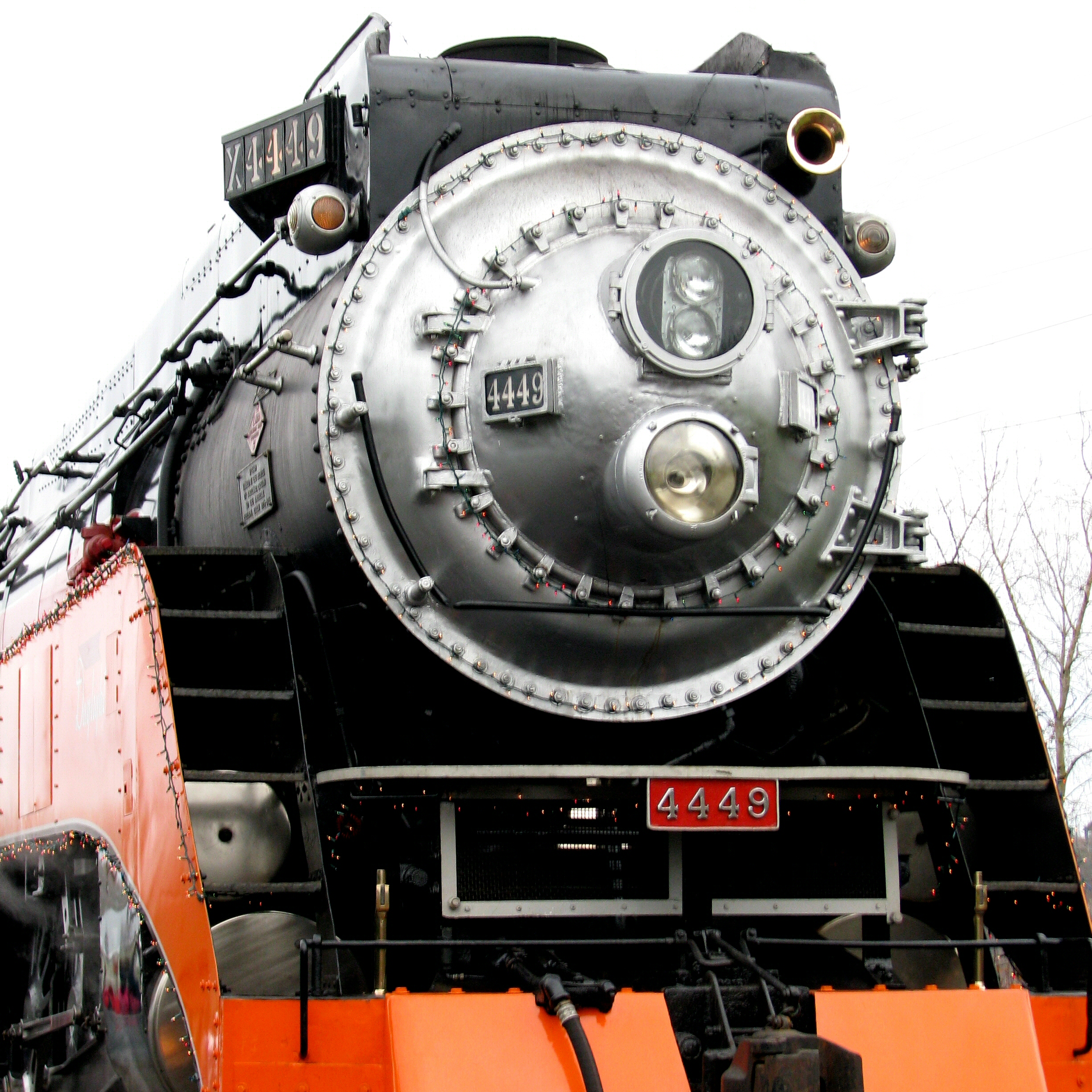
Дверца дымовой коробки паровоза GS-4

Дымовая коробка (дымовая камера) — одна из основных частей парового котла паровоза, расположенная в его передней части, противоположно топке. Служит для сбора выходящих из дымогарных и жаровых труб газов сгорания и вывода их в атмосферу через дымовую трубу. Играет важную роль в создании тяги воздуха в топке, что в свою очередь позволяет значительно повысить мощность паровоза. Также в дымовой коробке устанавливаются различные устройства, которые позволяют улучшить работу локомотива.

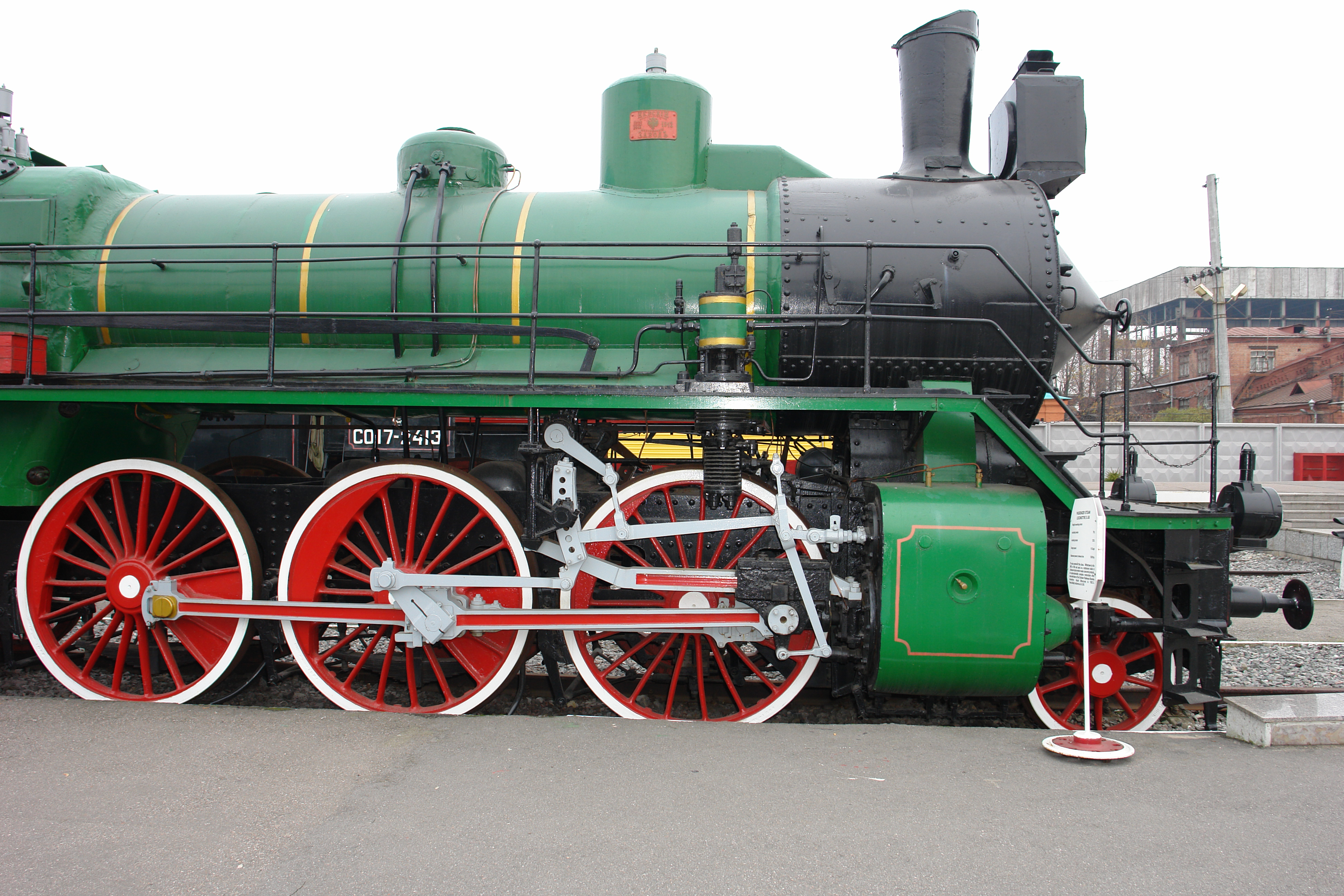
На паровозе С68 дымовая коробка, окрашенная в чёрный цвет, заметно выделяется на зелёном паровом котле

В дымовой коробке происходит соединение всех выходящих из дымогарных и жаровых труб воздушных потоков в один, поэтому её объём должен быть достаточно большим. Так как для создания тяги воздуха в топке, в дымовой коробке необходимо создать разрежение, то в ней устанавливаются различные устройства для создания тяги дыма в дымовой трубе. Это может быть как простое конусное устройство (создаёт тягу за счёт выброса пара в трубу), так и более сложный по конструкции вентилятор. Также в дымовой коробке устанавливают искроуловители. Для повышения экономичности паровоза, в дымовой коробке могут устанавливать водо-, а иногда и воздухоподогреватель.
Примечательно, что на ранних паровозах роль дымовой коробки в повышении экономичности котла недооценивалась, из-за чего её делали относительно короткой (на некоторых паровозах серий Ч — не более метра). Однако в дальнейшем было выяснено, что для равномерной скорости воздушных потоков по трубам цилиндрической части необходимо, чтобы в дымовой коробке разрежение создавалось как можно равномернее по всему объёму, а этого можно достичь лишь при достаточном большом значении последнего. В связи с этим, дымовые коробки стали делать более крупными (в основном увеличивая их длину); так у ИС её длина составляет 3,1 метра, а у многих американских паровозов — около 4,3 метра.
Так как в процессе работы в дымовой коробке происходит откладывание золы и пепла, в её передней части устанавливается фронтонный лист, через который осуществляется периодическая очистка коробки. Для упрощения осмотра оборудования внутри дымовой коробки, на фронтонном листе порой устанавливают небольшую по размерам дверцу